# Zamek w Kołomyi
Zamek w Kołomyi – wybudowany prawdopodobnie w XIV w. za czasów króla Polski Kazimierza Wielkiego.

## Historia
Warownię w Kołomyi oraz Pokucie król Polski Władysław Jagiełło w 1411 r. przekazał w zastaw Aleksandrowi, wojewodzie Wołoszczyzny. Do Korony Polskiej owe ziemie  powróciły w 1436 r.. Król Polski Kazimierz IV Jagiellończyk, litując się nad losem swej ciotki Maryi, wdowy po Eliaszu, wojewodzie Multany, wyznaczył jej w 1448 r. na mieszkanie ten zamek. Warownię najechał w 1531 r. Piotr, wojewoda wołoski a po nim Tatarzy.

## Architektura
Lustracja z 1627 r. tak opisuje obiekt: zamek z trzech stron okopany był wałem, na którym stał parkan, a z czwartej strony był częstokoł; były dwie małe baszty z bramą zaporzystą; w zamku nie posiadał strzelb. A taki jest opis według lustracji z 1664 r.: zamek stał daleko od miasta,  był otoczony wałem, a na wale stał parkan; w zamku były  budowle z drewnna. Według opisu z 1869 r. miasto posiadało dawnej mocno obwarowany zamek i przez to było narażone na napady nieprzyjaciół. W 1786 r. śladami po zamku były wały ziemne.